# Commercial International Bank
Commercial International Bank S.A.E. (arabisch البنك التجاري الدولي) ist ein ägyptisches Unternehmen mit Sitz in Kairo. Es ist eines der größten privaten Finanzdienstleister in Ägypten. Ende 2022 verwaltet die Gruppe 531,6 Milliarden EGP an laufenden Einlagen. Sie besitzt ein Netz von 211 Filialen in Ägypten.
Die Tätigkeit besteht aus vier Sektoren: Firmenkundengeschäft, Privatkundengeschäft, Finanzierungs- und Investmentbanking, Vermögensverwaltung.
Im Jahr 2024 wurde das Unternehmen auf Platz 1 der Forbes-Liste der 50 wertvollsten Unternehmen in Ägypten geführt.
Es ist Mitglied im EGX 30 Index an der Egyptian Exchange und mit einer Gewichtung von ca. 26 % (Stand Oktober 2024) das wertvollste Unternehmen des Indexes.

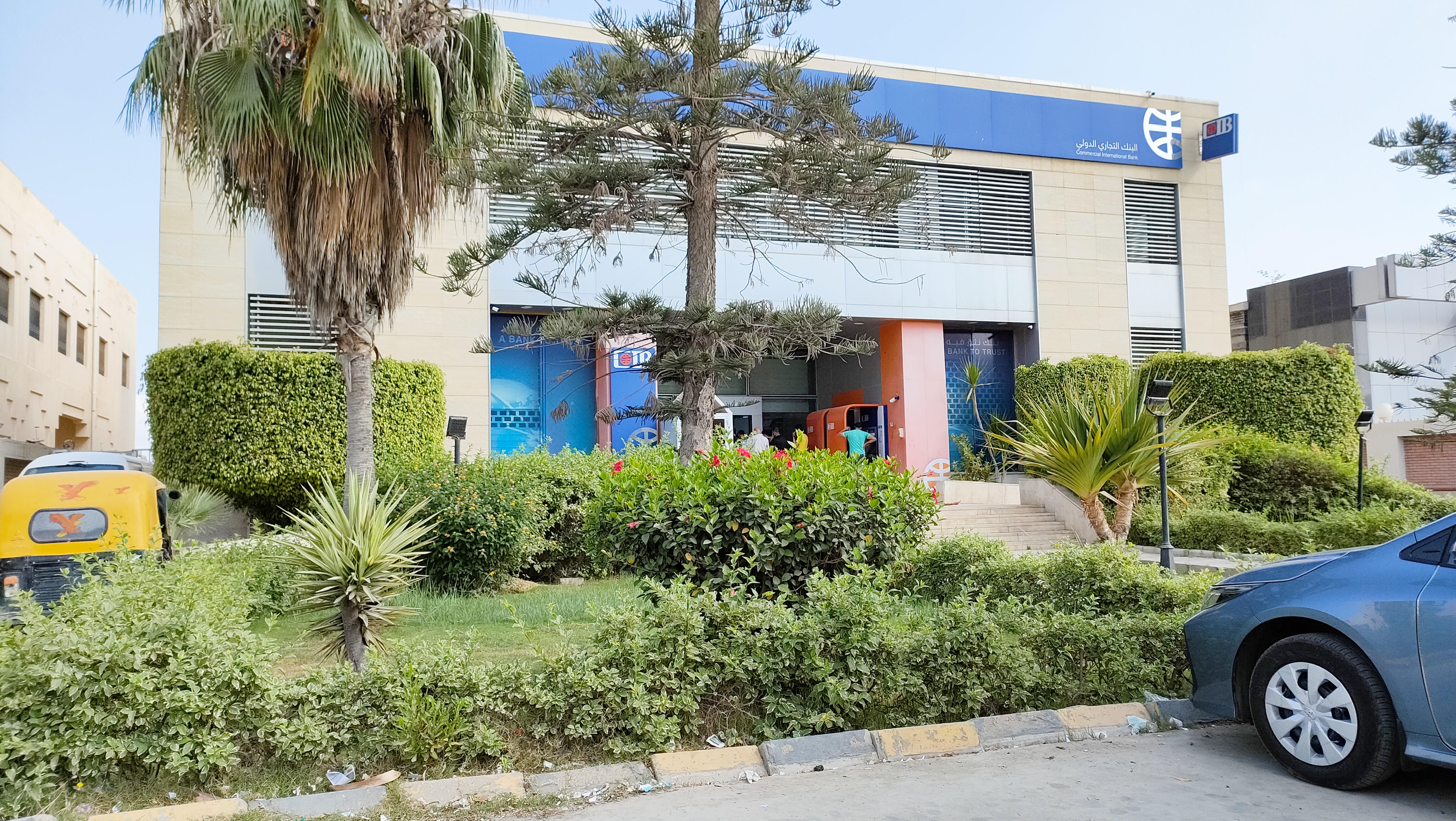
Filiale der Commercial International Bank in Burj al-Arab al-jadida

## Geschichte
Die Commercial International Bank wurde 1975 gegründet und war im gemeinsamen Besitz der National Bank of Egypt (51 %) und der Chase Manhattan Bank (49 %) unter dem Namen „Chase National Bank of Egypt“. 1987, nachdem die Chase Manhattan Bank beschlossen hatte, ihren Anteil zu verkaufen, erhöhte die National Bank of Egypt ihren Anteil auf 99,9 % und der Name der Bank wurde in „Commercial International Bank“ geändert. Der Anteil der National Bank of Egypt sank auf 18,7 %. 2006 erwarb ein von Ripplewood Holdings, einer panafrikanischen Private-Equity-Firma, geführtes Konsortium den Anteil der National Bank of Egypt. Im Juli 2009 erwarb Actis einen Anteil von 9,06 % an der Commercial International Bank und wurde damit zum größten Einzelaktionär am Kapital der Bank.
Im März 2014 verkaufte Actis einen Teil seines Anteils an der Bank in Höhe von 2,6 %, behielt jedoch seinen Sitz im Vorstand und verkaufte im Mai desselben Jahres seinen verbleibenden Anteil an Tochtergesellschaften von Fairfax Financial Holdings. Im Mai desselben Jahres verkaufte Actis seinen verbleibenden 6,5-prozentigen Anteil am Kapital der Bank an die Fairfax Holding Company for Financial Services, und Ende 2015 erwarb die Commercial International Bank über die ägyptische Börse die Anteile der Citibank – Egypt und übernahm alle deren Filialen. Im April 2022 erwarb Alpha Oryx Ltd (gehört zu einem Staatsfonds von Abu Dhabi) 18,595 % an CIB.